# Erishum II
Erishum II (ook: Erišum II) was 1818-1809 v.Chr. koning van Assyrië. Hij was de laatste Akkadische koning van de dynastie van Puzur-Aššur. Behoudens de bouw van een tempel voor de god Assur is er weinig over hem bekend. 
In zijn negende jaar op de troon nam de Amoriet Samsi-addu de stad Ekallatum in verdreef hem uiteindelijk van de troon in Assur. De precieze gang van zake is niet helemaal duidelijk, maar het is mogelijk dat Erishum nog een drietal jaren op de troon zat en dat er zowel door hem als door zijn concurrent limmus werden aangesteld. In Kanish werd al snel de eponiemen van Samsi-addu erkend, wat er op zou wijzen dat deze erin slaagde Erishum af te snijden van de handelskoloniën in Anatolië, een rijke bron van inkomsten.